# Кампонгчнанг
Кампонгчна́нг (кхмер. ខេត្តកំពង់ឆ្នាំង) — провінція в центральній частині Камбоджі. Входить до числа дев'яти провінцій Камбоджі, що є частиною біосферного заповідника в районі озера Тонлесап.

## Адміністративний поділ
В адміністративному відношенні провінція поділяється на 8 округів, 69 комун і 561 село.
| Код  | Назва            | Оригінал |
| ---- | ---------------- | -------- |
| 0401 | Барібоу          | បរិបូណ៌     |
| 0402 | Телькірі         | ជលគីរី     |
| 0403 | Кампонгчнанг     | កំពង់ឆ្នាំង   |
| 0404 | Кампонгленг      | កំពងលែង    |
| 0405 | Кампонгтралат    | កំពង់ត្រឡាច  |
| 0406 | Ролієп'єр        | រលាប្អៀរ    |
| 0407 | Самеаккімеантьєй | សាមគ្គីមានជ័យ |
| 0408 | Тикпхох          | ទឹកផុស     |